# جسیکا واترهاوس
جسیکا واترهاوس (انگلیسی: Jessica Waterhouse؛ زادهٔ ۷ فوریهٔ ۱۹۹۷) بازیکن فوتبال اهل استرالیا است.
وی همچنین در تیم ملی فوتبال Australia U-17 بازی کرده‌است.